# Bygdeå
Bygdeå is een plaats in de gemeente Robertsfors in het landschap Västerbotten en de provincie Västerbottens län in Zweden. De plaats heeft 506 inwoners (2005) en een oppervlakte van 74 hectare. De plaats ligt een klein stukje van de Botnische Golf. Door Bygdeå loopt de Europese weg 4 en de plaats Robertsfors ligt ongeveer 15 kilometer ten noorden van de plaats.